# 神经漫游者
《神經喚術士》，又譯《神經漫遊者》，是美國裔加拿大作家威廉·吉布森于1984年出版的科幻小說。本书是賽博龐克题材的奠基之作，且是唯一一部同時獲得星云奖、菲利普·K·迪克纪念奖和雨果奖三大科幻文學界重要奖项的作品。本作是吉布森的處女作，标志着他蔓生三部曲的開篇。
背景设定在被視為反烏托邦的未來世界。主角凱斯是一個網路駭客，在故事開始之前他失去了連結網際空間的能力。剧情圍繞着他被一個神祕人治癒並雇佣去協助一桩看起來是不可能達成的網路犯罪而展开。小說中討論了許多現在流行於大眾文化的想法，如人工智慧、虛擬實境、基因工程、跨國超大型企業遠勝於傳統的單一國家企業、網際空間（一種傳統被稱為母體的電腦網路）。吉布森同時也探討了人性被普遍存在且價廉的技術所支配的影響（High Tech Low Life)。

## 背景
在《神經喚術士》之前，吉布森為著名的科幻期刊撰寫了幾個短篇小說，以黑色非主流文化敘述關於社會底層的主角在近未來與資訊空間的相遇。其主題在他早期短篇小說《整垮珂萝米》（1982年）的設定和《捍卫机密》的人物茉莉·米尔里安斯中為這本小說奠定了基礎。約翰·卡本特的《逃出紐約》（1981年）影響了小說。這本小說內的街頭和電腦俚語對話源自次文化的詞彙，特別是「1969年多倫多毒品銷商的俚語，或暴走族的談話」。吉布森在寫作《神經喚術士》之前在大約二十年前的一間酒吧聽說過「Flatline」這個詞，並且纏住他。作者Robert Stone，「某種偏執狂小說的大師」，是對小說的主要影響。術語「Screaming Fist」取自多倫多朋克搖滾樂隊The Viletones的同名歌曲。
《神經喚術士》是被泰瑞·卡爾委託為Ace Science Fiction Specials的第二個系列而專門出版的首本長篇小說。在觀看了首20分鐘的標誌性的賽博朋克電影《銀翼殺手》（1982年）後（這是在吉布森寫了這部小說的三分之一時上映的），他想「《神經喚術士》被毀掉了，所有人都會假設我在書中所創作的視覺結構，是抄襲了這部精緻得令人為之驚艷的電影。」他重寫了12次該書的前三分之二，擔心過失去讀者的注意，並確信在書出版後他將會「永久羞愧」，但結果卻對第一次出版的小說家來說，被看作是一個重大的想像力的躍進。他在最後一刻添加了小說的最後一句，「他沒有再見過茉莉了」，以防止自己寫一部續集，但最終還是寫了《零伯爵》（1986年）。

## 情節概要
凱斯曾是一流的網路駭客，以替雇主入侵並偷竊企業、政府或私人的資料維生。一次出賣雇主後，他被注射了一種俄國軍用真菌毒素，导致他的神經系統被严重破坏，無法再登入網際空間。故事的開頭，貧困潦倒、毒癮纏身的凱斯在混跡東京千葉城時被一個叫莫莉的傭兵跟蹤。莫莉的雇主阿米提，以治療凱斯作為條件讓凱斯加入他們的任務。儘管阿米提並沒有透露任務的細節，但凱斯最後還是加入了小隊。
阿米提給的第一個工作是要他們入侵感網（Sense/Net）公司的總部。通过僱用一個叫做「黑豹·馬登」（The Panther Moderns）的青少年團體去製造大量的假恐怖攻擊，莫莉成功地潛入大樓內，并成功地盗取了已故傳奇駭客McCoy Pauley的意識備份。McCoy Pauley曾是凱斯的老師，也是一名曾三次腦死重生的網絡駭客。阿米提需要Pauley的專長去達成往後的任务。
凱斯和莫莉持續調查阿米提的背景，發現他真實身分是一位叫做威利斯·寇托的前陸軍上校，是大戰時一個被稱為「尖叫拳頭」（Screaming Fist）軍事行動中唯一生存下來的前特種部隊成員。在行動中，寇托的小隊因失敗而傷亡慘重，但他搶了一台蘇聯軍用直升機，在重重困難下孤身逃往芬蘭。線索引領凱斯和莫莉追溯到一個先進的人工智慧冬寂（Wintermute）。冬寂是一個由塔希爾-艾希普（Tessier-Ashpool）家族企業所出錢設計，用來輔助日常營運的人工智能。寇托在得知任務是被自己政府高層出賣後精神崩潰，於是冬寂利用植入晶片在寇托的大腦中創造出阿米提的人格並對其加以控制。
在伊斯坦堡，團隊招募了另一個成員，彼得·瑞維拉，一位幻術師、騙子和毒癮犯。在體內植入物的幫助下，彼得可以對周遭人群投影出栩栩如生的全息影像。他是一個危險人物，但被阿米提說服而加入團隊。
凱斯最後發現冬寂的目的是要讓小隊幫它自己脫離塔希爾-艾希普的束縛，並與處在里約熱內盧的另一個人工智能神经漫游者（Neuromancer）融合。為達成這個目的，唯一的方法就是讓凱斯與Pauley利用病毒駭入塔希爾-艾希普主機的重重防護層，並讓莫莉從塔希爾-艾希普家族的Lady 3Jane Marie-France Tessier-Ashpool手中拿到暗碼，再對著位於塔希爾-艾希普家族住所雜光別墅（Straylight）的電腦終端機說出暗碼。
在任務過程中，寇托因阿米提的人格崩潰而被冬寂殺死。同時，莫莉在Lady 3Jane Marie-France Tessier-Ashpool的住處身受重傷而無法繼續任務。於是凱斯在冬寂的幫助之下進入了雜光別墅；此時，Neuromancer企圖將凱斯留在一個逼真的虛擬世界，從而阻止任務成功。不過最後Neuromancer計劃失敗，凱斯則在冬寂的幫助下成功回到現實世界。
凱斯遇到了3简女士、家族護衛Hideo，以及瑞維拉。瑞維拉因背叛成性的人格而對凱斯與Hideo痛下殺手，但卻被Hideo所阻止。於是一行人最終進入了電腦終端，凱斯進入網際空間，在Pauley與凱斯的努力下破解最後防護層。3简女士也同意說出密碼，最後冬寂也與神经漫游者融合並且成為了一個人類所難以想像的存在。故事最後，冬寂告知凱斯它在掃瞄並譯解人類歷史上接收的所有空間信號後，發現另一個與自己相似的個體於半人馬座A傳來的信息。

## 角色
- 凱斯（亨利·多塞特·凱斯）/ Case (Henry Dorsett Case)

主人翁，一個癮君子和前駭客。在故事開始的一年前，他因背叛僱主被逮而遭到懲罰，他的僱主使用俄國軍用真菌毒素破壞他的神經系統並使他再也無法進入網際空間。
- 琳達·李 / Linda Lee

凱斯住在日本千葉的前女友。
- 朱利斯·迪內 / Julius Deane

千葉市的一位走私客，通過定期的血清置換與基因重整而活了135年之久。當凱斯需要情報時經常會尋求他的幫助。
- 莫莉 / Molly

小隊成員，阿米帝奇僱用的一名打手。她對自己身體進行了諸多改造，包括手指內可伸縮的鋼刃刀片、增強的視覺、敏銳的神經反射弧以及覆蓋住眼眶的透鏡。莫莉這個角色也曾出現吉布森的一些其他故事裡，包括短篇故事『男孩記憶』。
- 阿米提 / Armitage

小隊成員，任務小隊頭領。真正的身份為一位叫做威利斯·寇托的前陸軍上校，曾參與美國軍方的秘密行動「尖叫拳頭」（Screaming Fist）。行動中他的身心被嚴重地摧殘。冬寂在他腦中覆蓋上了阿米提的人格，從而對他加以控制。隨著故事發展，阿米提的人格慢慢崩壞使得寇托的記憶重新浮現。
- 芬兰人 / The Finn

小隊幫手，一名黑貨商，莫莉的老友，曾協助莫莉調查阿米提。
- McCoy Pauley /The Dixie Flatline

小隊成員，本名為麥克寇依·普列，因在三次駭入過程中腦死卻活了下來而得名平线（Flatline）。在他死前，感網（Sense/Net）公司將他的意識備份在唯讀記憶體中。凱斯和莫莉的第一個任務就是為了偷取此記憶體。
- Lupus Yonderboy

黑豹·馬登黨的領導者。黑豹·馬登黨是一個有許多著迷於科技主義的年青人所組成的團伙。Yonderboy的團伙協助莫莉從意識網（Sense/Net）偷取了McCoy Pauley的意識備份。
- 冬寂 / Wintermute

是Lady 3Jane的母親瑪莉‧法蘭絲‧塔希爾所創造的兩個人工智能之一，她在其程式中加入了一條要設法與另一個人工智能Neuromancer融合的指令而發起這次任務。
- 圖靈 / Turing

一個負責監控世上所有人工智能的團體，其目的在防止人工智能變得太過聰明而危害人類。瑪莉‧法蘭絲‧塔希爾為了避開圖靈的監控而刻意將人工智能一分為二。
- 彼得·瑞維拉 / Peter Riviera

小隊成員，一名幻術師、騙子、對古柯鹼和哌替啶混合劑上癮的毒癮犯。他能夠靠他體內的植入物而投射出栩栩如生的全息投影。
- Maelcum

小隊幫手，拉斯特法里派太空站社群－Zion的一個飛行員，駕駛一架名為Marcus Garvey的拖航飛機。他在最後的任務中協助凱斯及莫莉入侵塔希爾-艾希普。
- Lady 3Jane Marie-France Tessier-Ashpool

塔希爾-艾希普家族的成員之一。她家族的企業，塔希爾-艾希普TA，經營著自由面（Freeside），一個位於近地軌道上如拉斯維加斯一般的空間站。她們家族住在自由面尖端的一個叫做雜光別墅（Straylight）裡。
- Neuromancer

瑪莉‧法蘭絲‧塔希爾所設計的另一個人工智能，其主机位于里约热内卢。能够模拟稳定的虚拟人格以及构建逼真的虚拟世界。

## 影响
戴夫·兰福德在《白矮星》杂志第59期对《神经漫游者》进行了评论，并表示：“我读整本书时都坐在椅子边角，结果我抽筋了。从某种意义上说，吉布森的作品节奏过于狂热，如此持续不断，让读者永远得不到休息，搞不懂位于炫目的闪光下的故事情节。除此之外，都很不错。”
他随后在杂志第80期再次评论：“你可能不相信有侵入大脑的杀手程序存在。但《神经漫游者》一旦进入你的大脑，就难以磨灭。”
《神经漫游者》的发行并未引起轰动，但它触动了爱好者们的文化神经，迅速成为了口口相传的地下口碑之作。它成为首部同时获得星云奖、雨果奖和菲利普·K·迪克奖（平装原创类别）的小说，这是一个前所未有的成就，被《每日邮报与守卫报》形容为“在同一年内获得龚古尔文学奖、布克奖和普利策奖”。这部小说使赛博朋克成为科幻文学的主流分支，是同时期的科幻作品中获奖最多的作品之一，也入选了《时代》杂志自1923年以来的100部最佳英语小说的名单。该小说还获得了1984年英国科幻奖提名。
《神经漫游者》被认为是“典型的赛博朋克作品”。除了在科幻界外，它作为“对上世纪80年代生活的描述”获得了前所未有的好评和广泛关注，尽管《观察家报》指出“《纽约时报》花了10年的时间才提到这本小说。”到2007年，该小说在全球销售了超过650万册。
这本小说在语言学上具有重要影响，推广了诸如“网络空间（cyberspace）”和“反入侵电子装置（ICE，Intrusion Countermeasures Electronics）”之类的术语。虽然吉布森自己早在1982年通过《奥姆尼》杂志发表的中篇小说《燃烧的铬》就创造了“网络空间”一词，但正是通过在《神经漫游者》，该术语被获得认可，并在1990年代成为代表互联网（即万维网）的事实上的术语。通常《神经漫游者》中被引用的相应的部分为：

矩阵（The matrix）起源于原始的街机游戏……网络空间。这是数十亿合法操作者每天体验的一种共识幻觉，包括在每个国家，被教授数学概念的孩子们……这是从每台计算机的数据中生成的为人类系统服务的图形化抽象。它具有难以想象的复杂性。光线在大脑的非空间中排列成线，数据形成簇和星座，如同城市的灯光在远处消退。

1999年的赛博朋克科幻电影《黑客帝国》特别借鉴了《神经漫游者》，包括名称和“矩阵”一词的用法。吉布森在观看《黑客帝国》后评论说，电影创作者从现有的赛博朋克作品中汲取灵感，正是他自己写作中所依赖的“创造性文化渗透”的方式。
在2000年重新发行的《神经漫游者》的后记中，同行作者杰克·沃马克甚至提出，在1984年《神经漫游者》出版后，吉布森对赛博空间的设想可能启发了了互联网（特别是万维网）的发展方式。他问道：“有没有可能把它写下来的行为，实际上导致了它的发生呢？”（即创作是否会影响和塑造现实？）

## 改編作品

### 視覺文學
1989年，Epic Comics公司出版了一本48頁由湯姆·德·哈芬和布魯斯·贊臣寫的視覺文學版本，這本書只包含了首兩個章節，"Chiba City Blues"和"The Shopping Expedition"，就沒有再繼續了。

### 電子遊戲
1988年，Interplay公司出版了由布魯斯·J·巴佛（Bruce J. Balfour）、布萊恩·法戈、特洛伊·A·麥爾斯（Troy A. Miles）和邁克爾·A·斯坦克保設計的電子遊戲《神經喚術士》，這個遊戲有很多的外景拍攝地和主題都和小說一樣，但是主角和主要的情節都不同。它也是很有特色的，就像遊戲原聲音樂，由電腦改編的DEVO曲子"Some Things Never Change"。

### 電影
曾經提出過幾部《神經喚術士》的電影改編，腳本草稿由英國導演克里斯·坎寧安和查克·羅素撰寫，Aphex Twin配樂。雖然威廉·吉布森口述他覺得克里斯·坎寧安是唯一有機會做好電影的導演，但這些計畫沒有一個是實現的。
2015年5月，據報導，電影獲得了中國公司C2M的新資金提供，但文森佐·納塔利不再有空執導這部電影。
2017年8月，宣佈《惡棍英雄：死侍》的導演提姆·米勒和旗下的工作室計畫跟福斯合作把《神經喚術士》改編搬上大銀幕，加上賽門·金柏格監製。

## 中文翻译
| 書名 | 出版社                         | 出版日期              | 叢書        | 規格 | 頁數  | ISBN                   | 備註         |
| ---- | ------------------------------ | --------------------- | ----------- | ---- | ----- | ---------------------- | ------------ |
|      | 上海科技教育出版社（中國大陸） | 1999年1月（一版一刷） |             | 平裝 | 317頁 | ISBN 7-5428-1873-2     | 譯者：雷麗敏 |
|      | 開元書印（臺灣）               | 2012年2月             | 未來發作(2) | 平裝 | 319頁 | ISBN 978-986880490-6   | 譯者：李家沂 |
|      | 江苏凤凰文艺出版社（中國大陸） | 2013年6月             |             | 平裝 | 325頁 | ISBN 978-753995133-1   | 譯者：Denovo |
|      | 獨步文化（臺灣）               | 2019年10月（初版）    | h+w(12)     | 平裝 | 342頁 | ISBN 978-957-9447-52-2 | 譯者：歸也光 |

## 软件
Tactile 3D （页面存档备份，存于） A 3D file management program for Windows inspired by Neuromancer. (commercial, free trial)